# Fede Galizia
Fede Galizia (Milão, 1578 — Milão, 1630), mais conhecida como Galizia, foi uma pintora renascentista italiana, cuja arte englobava a temática de natureza-morta, retratos e quadros religiosos. É conhecida como pintora de natureza-morta de frutas, um gênero no qual ela foi uma das primeiras praticantes na Europa. Ela talvez não seja tão conhecida como outras artistas femininas, como Angelica Kauffman e Élisabeth Vigée Le Brun, porque não teve acesso a círculos sociais orientados para a corte ou aristocráticos, nem procurou o patrocínio particular de governantes políticos e nobres.

## Biografia
Fede Galizia nasceu em Milão, provavelmente em 1578. O seu pai, Nunzio Galizia, também pintor de miniaturas, mudara-se de Trento para Milão. Fede (cujo nome significa “fé”) aprendeu a pintar com ele. Aos doze anos, era suficientemente talentosa como artista para ser mencionada por Gian Paolo Lomazzo, pintor e teórico da arte, amigo do seu pai, que escreveu: "Essa menina dedica-se a imitar o que há de mais extraordinário na nossa arte."
Ainda jovem, Galizia já era uma pintora de retratos consagrada, com muitas obras encomendadas. O seu pai pode ter-se inspirado para treinar a filha no exemplo da pintora Sofonisba Anguissola, natural de Cremona, a cerca de 80 quilômetros de Milão. Talvez tenha sido a influência de seu pai como miniaturista que levou Galizia a prestar mais atenção aos detalhes nos seus retratos. O seu tratamento das jóias e roupas fez dela uma pintora de retratos muito desejável. Muitas vezes, também era contratada para pintar temas religiosos e seculares. Várias das suas pinturas são baseadas na história deuterocanónica de Judite e Holofernes, um tema popular na arte do período, e sobrevivem em museus e colecções particulares. A mais antiga é provavelmente Judith com a Cabeça de Holofernes, pintada em 1596, quando a artista tinha apenas cerca de 18 anos, e onde se pensa que se auto-retratou, que agora está no Ringling Musuem of Art, em Sarasota, Flórida. Também criou miniaturas e retábulos para conventos. Galizia nunca casou nem teve filhos, e deixou os seus bens para uma prima, Anna Galizia, e um sobrinho, Carlo Henrico. Em 21 de Junho de 1630, fez o seu testamento e acredita-se que tenha morrido de peste pouco depois, em Milão.